# 孟京辉
孟京辉（1964年5月1日—），中國电影导演，為中国国家话剧院成員。

## 生平
- 1964年5月1日生于北京。
- 1986年首都师范大学中文系本科毕业。
- 1989年12月与中央戏剧学院同学企图在学校煤堆上表演欧洲著名荒诞戏剧《等待戈多》，未遂。[2]
- 1991年中央戏剧学院导演系研究生毕业，获文学（艺术）硕士学位，
- 1992年进入中央实验话剧院（现中国国家话剧院）。
- 1999年与廖一梅结婚。[3]

## 茶館爭議
孟京辉版改編的老舍《茶館》舞台劇成為2019年藝術界爭議度熱點，其作為首次入圍法國阿維尼翁戲劇節的中國舞台劇，多人退票離場，某些戲劇類小報以「評價兩極化」來持平論。2018年乌镇戏剧节首演时《茶馆》就收到了十分爭議反馈。
其內容與老舍原著《茶館》幾乎沒有關聯，原著是一個清末民初時代的老茶館中，刻畫各種小人物的對話描寫和反省大時代背景下的政治軍事文化等議題，而此改編版場景改為一個現代化但不知所云的鋼鐵結構房，演員穿著暴露後現代，諸多媒體透漏戲劇一些橋段例如十九位演員在背景下不斷的呼叫，其中一位突然高喊：“我們都在同一條船上”，並且反覆呼叫了將近十五分鐘，後面還有一段眾人不知所云在台上跳迪斯可亂舞的漫長過程。中間提到可口可樂，避孕套，網絡等東西但不知讓人想表達或探討什麼成為一種碎片化不知所云的劇本，法國《世界報》相關評論認為該戲推翻了老茶館看似大革新但取而代之一個用前衛包裝的乏味東西，漫長的電子樂轟炸讓人感覺花錢去審訊室受折磨。世界報不明白為什麼茶館能進入阿維尼翁戲劇節，只能一種推論核心單元負責人Agnes Troly 一向關注政治性議題與戲劇的連結，其認為中國市場有內容審查制度所以要找一種離經叛道的東西給予嘉勉，讓人知道中國存在一種「反抗勢力」但這次顯然效果負面，這是世界報社論唯一能想到的理由推測，但該社論也帶有反諷譏諷Agnes Troly之語調。
在中國大陸演出時不少網民發表評論，表示現場不到一小時就有人出離憤怒敗壞要求退票，成為每一場標準橋段，大量觀眾其實是被老舍改編這口號吸引進來，但發現兩者完全無關又是一個看不懂的東西，眾多人帶著被詐騙的態度中途離場。乌镇戏剧节的评审之一大编剧史航用一種緩頰的論點，認為乌镇戏剧节本來界有實驗色彩而非商業娛樂普眾，各種東西都能嘗試，觀眾也能在旁評審形成互動，整個烏鎮就像一個大舞台。但他無法解釋當此劇開始商業化在各省演出時大量觀眾受騙心理的真實現象，其海報上完全沒有標註先鋒、前衛等字眼讓人逃脫騙局的機會都沒有，北京演出時有觀眾在台下叫罵，評論人長衫認為與你(孟京辉)的前衛相比這些罵人觀眾行為藝術也很前衛，反而充實了你的戲劇整體。孟京辉可以将这部话剧以任何名字来命名，但就是不能说这是老舍的《茶馆》。而且其所說前衛並不前衛，有點像80年代的前衛觀，「那時弄些不一樣打破性的驚人舉動就稱前衛能有趕新潮的青年人買單，但現在見多識廣的年輕一代恐怕不吃這套。」
新京报在事件後專訪孟京辉，他表示「相信老舍先生写这个剧本时，本身在他所处的时代要面临着各种可能性。在我看来《茶馆》这部作品是一个多棱的水晶，你能从不同的方面看到它所折射出的光彩，戏剧有它的文学流变和美学流变，大家應該多接受流变。」中國藝術報的評論則偏向史航的類似說法，以「多元」為切入點認為其反映中國戲劇創新之路，好惡者各自認定即可不必過度苛責。

## 作品列表

### 戏剧导演作品
| 作品                                           | 合作演员 | 备注                                               |
| ---------------------------------------------- | --- | -------------------------------------------------- |
| 《送菜升降机》（1990年）                       | 胡军 / 韩青 | （英国）哈罗德品特编剧                             |
| 《深夜动物园》（1990年）                       | |                                                    |
| 《秃头歌女》（1991年）                         | 胡军 / 郭涛 / 雅特 / 许树彬 / 许树敏 / 孙星                                                                                               | （法国）尤金尤奈斯库编剧                           |
| 《等待戈多》（1991年）                         | 胡军 / 郭涛 / 王涛 / 雅特 / 许树彬 / 许树敏 / 孙星                                                                                        | （法国）萨缪尔贝克特编剧                           |
| 《思凡双下山》（1992年）                       | 穿帮剧团 |                                                    |
| 《思凡》（1993年）                             | | 获93'中国小剁场戏剧展演暨国际研讨会“优秀导演奖”    |
| 《阳台》（1993年）                             | 原华 / 吕小品 / 周讯 / 胡军 | （法国）让日奈 编剧                                |
| 《我爱XXX》（1994年）                          | 郭涛 / 徐静蕾 / 李梅 / 茹鲜 / 赵环宇 / 戈大力 / 王锦鹏 / 戴明宇                                                                           |                                                    |
| 《放下你的鞭子/沃伊采克》（1995年）            | 中央实验话剧院演出 | 据（德国）乔治毕希纳改编                           |
| 《阿Q同志》（1996年）                          | 中央实验话剧院与中国青年艺术剧院 | 据鲁迅《阿Q正传》改编                              |
| 《关于爱情归宿的最新观念》                     | |                                                    |
| 《温床》                                       | |                                                    |
| 《第十二夜》（1996年）                         | 香港沙田话剧团 | （英国）莎士比亚编剧                               |
| 《百年孤独之第八年——万岁万岁万万岁》（1996年） | 进念二十面体 | 据哥伦比亚小说家加西亚马尔克斯名著《百年孤独》创意 |
| 《爱情蚂蚁》（1997年）                         | 中央戏剧学院戏剧研究所 |                                                    |
| 《坏话一条街》（1998年）                       | 中央实验话剧院演出 |                                                    |
| 《一个无政府主义者的意外死亡》（1999年）       | 陈建斌 / 任程伟 / 赵寰宇 / 李乃文 / 李梅 / 周讯                                                                                           | （意大利）达里奥·福编剧                            |
| 《恋爱的犀牛》（1999年）                       | 郭涛 / 吴越 / 李乃文 / 杨婷 / 李梅 / 廖旭 / 齐志 / 廖凡 / 靳志刚 / 于依冉                                                                 |                                                    |
| 《盗版浮士德》（1999年）                       | 中央实验话剧院 |                                                    |
| 《臭虫》（2000年）                             | 中央实验话剧院 | （前苏联）马雅可夫斯基编剧                         |
| 《实验莎士比亚之李尔王》                       | |                                                    |
| 《迷宫》（2004年）                             | |                                                    |
| 《琥珀》（2005年）                             | 刘烨 / 袁泉 |                                                    |
| 《魔山》（2006年）                             | | 中国至今为止最大的儿童剧                           |
| 《镜花水月》（2006年）                         | 沈佳妮 / 赵红薇 / 苏小刚 / 宋柳 / 蔺达诺 / 唐梓翔                                                                                         |                                                    |
| 《艳遇》（2007年）                             | 夏雨 / 高圆圆 / 陈明昊 / 刘晓晔 / 赵红薇 / 苏小刚 / 张鲁 / 张骅 / 白翎 / 张紫淇                                                           |                                                    |
| 《两只狗的生活意见》（2007年）                 | 陈明昊 / 刘晓晔 |                                                    |
| 《堂吉诃德》（2007年）                         | 郭涛 / 刘晓晔 / 韩青 / 杨婷 / 赵晓苏 / 张弌铖 / 戴路 / 刘陆 / 程骏年 / 孔雁 / 李智浩 / 郝玮 / 陈超 / 银雪 / 栾元晖 / 刘洋 / 国恩龙 / 王蕾 | 据（西班牙）塞万提斯《堂吉诃德》改编               |
| 《爱比死更冷酷》（2008年）                     | 王晓坤 / 刘畅 / 赵红薇 / 张紫淇 / 王予鑫 / 黄湘丽 / 寇智国 / 齐溪 / 张念骅                                                                | （德国）法斯宾德编剧                               |
| 《三个橘子的爱情》（2010年）                   | 黄湘丽 / 刘畅 / 寇智国 / 赵红薇 / 王予鑫 / 张紫淇 / 齐溪 / 王泷正                                                                         |                                                    |
| 《空中花园谋杀案》（2009年）                   | 张弌铖 / 张功长 / 刘爽 / 刘慧 / 孙雨澄 / 王赛男 / 孔雁 / 李智浩 / 张珏 / 杨佐夫                                                           |                                                    |
| 《柔软》(2010年)                               | 郝蕾 / 范植伟 / 詹瑞文 |                                                    |
| 《蝴蝶变形记》（2011年）                       | 王泷正 / 张紫淇 / 寇智国 / 黄湘丽 / 冯起龙 / 赵红薇 / 齐溪 / 刘畅                                                                         | 改编自（德国）弗里德里希·迪伦马特多部作品          |
| 《罗密欧&朱丽叶》（2011年）                    | 张弌铖 / 孔雁 / 赵晓苏 / 程骏年 / 李智浩 / 陈超 / 夏子涵 / 宋之光 / 国恩龙 / 高梓舰                                                       | （英国）莎士比亚编剧                               |
| 《希特勒的肚子》(2011年)                       | 刘晓晔 / 吴洲凯 / 王印 |                                                    |
| 《初恋》(2011年)                               | 李智浩 / 王赛男 / 孔雁 / 张弌铖 / 张功长 / 刘爽 / 孙雨澄 / 李利星 / 杨佐夫 / 孙毅 / 张钰 / 刘慧 / 章智雄                                  |                                                    |
| 《枪，谎言和玫瑰》(2012年)                     | 刘慧 / 孔雁 / 杨佐夫 / 刘爽 / 李智浩 / 王赛男                                                                                             | 改编自（俄国）艾德曼·尼古拉·罗伯尔托维奇《自杀者》 |
| 《混小子狂欢节》(2012年)                       | 刘晓晔 / 吴洲凯 / 王印 / 张聪平子 / 李星佑 / 单冠朝                                                                                       |                                                    |
| 《活着》(2012年)                               | 袁泉 / 黄渤 | 改编自余华小说《活着》                             |
| 《一个陌生女人的来信》 (2013年)                | 黄湘丽 | （奥地利）茨威格原著                               |
| 《四川好人》 (2014年)                          | Aljin Abella， Moira Finucane， Daniel Frederiksen， Genevieve Giuffre， Bert LaBonté， Emily Milledge， Genevieve Morris                 | （德国）贝托尔特·布莱希特编剧                      |
| 《茶馆》（2018年）                             | | 改编自老舍同名著作                                 |
| 《紅與黑》 (2021年)                            | |                                                    |
| 《第七天》(2022年)                             | |                                                    |

### 戏剧监制作品
- 《新娘》（2011年）
- 《桃色办公室》（2011年）

### 电影导演作品
- 《像鸡毛一样飞》（2002年）

演员：陈建斌 / 秦海璐 / 廖凡 片长：94分钟 2002年8月6日于瑞士Locarno电影节首映。获香港国际电影节费比西影评人大奖，洛迦诺国际电影节青年评委会特别奖。

### 演出作品
- 《犀牛》（1987年）编剧：（法国）尤金尤奈斯库，蛙实验剧团演出，话剧。
- 《士兵的故事》（1988年）编剧：（瑞士）作家拉谬，蛙实验剧团演出，音乐戏剧。

### 文学作品
| 名称         | 时间 | 出版商     |
| ------------ | ---- | ---------- |
| 先锋戏剧档案 | 2000 | 作家出版社 |
| 新锐戏剧档案 | 2011 | 作家出版社 |

## 荣誉

### 外国勋章奖章
- 意大利共和国功绩骑士勋章（意大利，2017年6月2日公布[14]，2021年6月25日于北京意大利驻华大使馆文化处颁发）：表彰其推动了中国观众对达里奥·福“人民戏剧”等意大利文学和喜剧作品的了解和认识[15]。
- 普希金奖章（俄罗斯，2018年10月30日于北京颁发）：表彰为俄罗斯文化在中国发展方面做出的重要贡献[16]。
- 艺术与文学骑士勋章（法国文化部，2021年2月24日于北京颁发[17]）